# Кубок Північної Кореї з футболу 2019
Кубок Північної Кореї з футболу 2019 — 7-й розіграш кубкового футбольного турніру у Північній Кореї. Титул володаря кубка вдруге поспіль здобув Йомйон.

## Календар
| Раунд               | Дата             | Матчі | Клуби  |
| ------------------- | ---------------- | ----- | ------ |
| Груповий турнір     | 1-22 серпня 2019 | 20    | 12 → 4 |
| 1/2 фіналу          | 25 серпня 2019   | 2     | 4 → 2  |
| Матч за третє місце | 28 серпня 2019   | 1     |        |
| Фінал               | 28 серпня 2019   | 1     | 2 → 1  |

## 1/2 фіналу
| Команда 1      | Рахунок | Команда 2 |
| -------------- | ------- | --------- |
| 25 серпня 2019 |         |           |
| Йомйон         | 2:1     | Хвепуль   |
| Пхеньян        | +:-     | Амноккан  |

## Матч за третє місце
| Команда 1      | Рахунок | Команда 2 |
| -------------- | ------- | --------- |
| 28 серпня 2019 |         |           |
| Хвепуль        | 0:3     | Амноккан  |

## Фінал
| Команда 1      | Рахунок | Команда 2 |
| -------------- | ------- | --------- |
| 28 серпня 2019 |         |           |
| Йомйон         | 4:1     | Пхеньян   |